# Anna Skipper
Anna Magdalena Skipper, under en period Stensjö, född Hillgren 14 januari 1968, är en svensk programledare. 
Skipper har lett TV-programmet Du är vad du äter på TV3 och TV4+. I programmet, som kritiserats av bland annat dietister, har hon tagit sig an personer med förment dåliga kost- och motionsvanor.